# Fiat Dino
La Fiat Dino est une automobile produite par le constructeur italien Fiat entre 1967 et 1972. Ce modèle est baptisé « Dino » en raison de l'utilisation du moteur homonyme mis au point par Dino Ferrari, le fils d'Enzo Ferrari.

## L'histoire du modèle

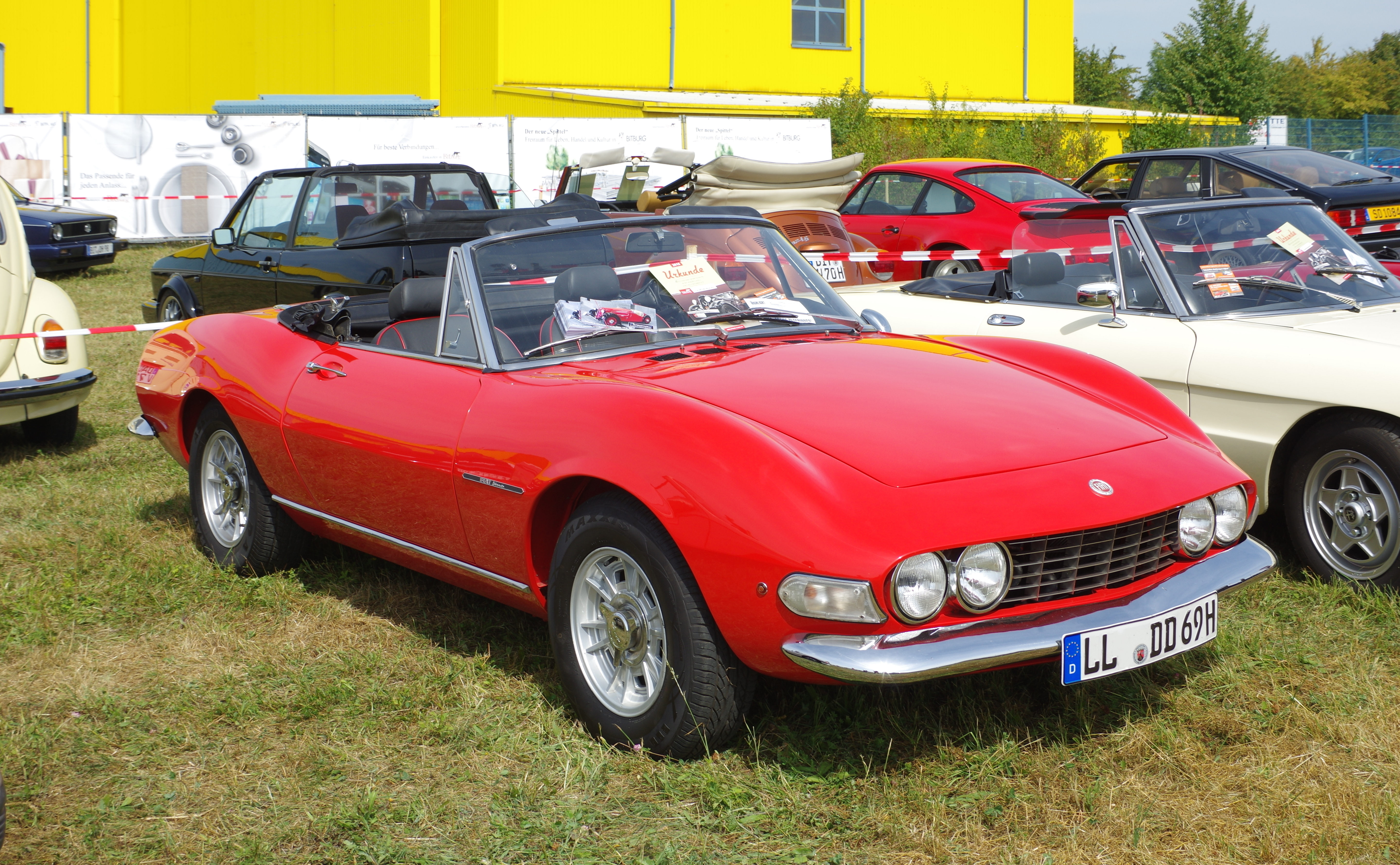
Fiat Dino Spider

La Fiat Dino naît d'un accord de coopération entre Fiat Auto et Ferrari, dû au besoin de Ferrari, le fameux constructeur établi à Maranello, de construire rapidement un nombre suffisant de moteurs Dino pour obtenir l'homologation en Formule 2 de la Ferrari Dino 166 F2, un minimum de 500 exemplaires devant être construits. La série des moteurs Dino est initiée par le fils d'Enzo Ferrari, l'ingénieur Dino Ferrari en 1956 qui n'a jamais pu voir aboutir son projet, décédé prématurément d'une maladie génétique en 1956.  
Ainsi, à côté des très sportives et coûteuses versions Ferrari Dino, les 206 GT, il fut décidé de construire des versions plus abordables badgées Fiat. Les seuls points communs entre les deux modèles Dino 206 GT Ferrari et Dino Fiat étaient les moteurs V6 Ferrari.
L'implantation mécanique était totalement différente. Sur la Fiat Dino, elle est classique, le moteur V6 étant placé en long à l'avant et une propulsion arrière, train avant à roues indépendantes avec des triangles superposés, train arrière avec un pont rigide, boîte de vitesses à cinq rapports et freins à disques avec servo frein. L'ensemble était conforme aux meilleurs standards de l'époque. La première Dino Fiat qui fut présentée au printemps 1967 est la version Spider, une voiture à 2+2 places dessinée par le maître carrossier Pininfarina.
L'exubérance du moteur Ferrari V6 de 1 987 cm3, entièrement en aluminium avec ses quatre arbres à cames en tête, pouvait mettre en difficulté les pilotes non chevronnés avec des écarts du train arrière. La puissance de 160 ch à 7 200 tr/min n'était pas distribuée de façon linéaire, l'empattement court de 2 256 mm et la géométrie de la suspension arrière, faisaient de la Fiat Dino une voiture très nerveuse.
Au Salon de l'automobile de Turin de cette même année 1967, Fiat présenta la Dino Coupé, avec une carrosserie dessinée par l'autre grand carrossier italien Bertone. Équipée de la même mécanique que le Spider, elle disposait par contre d'un empattement plus important de 2 550 mm. Les dimensions de ce coupé fastback, garantissaient une habitabilité pour quatre adultes, longueur 4 514 mm et 1 709 mm de largeur. Le comportement était beaucoup plus souple et sécurisant que celui du Spider.
Cette voiture apparait dans le film Le Petit Baigneur de 1968, avec Louis de Funès, dans la bande dessinée Gil Jourdan (Carats en vrac), ainsi que dans la série télévisée Aux frontières du possible avec Pierre Vaneck.

## L'évolution de la Dino

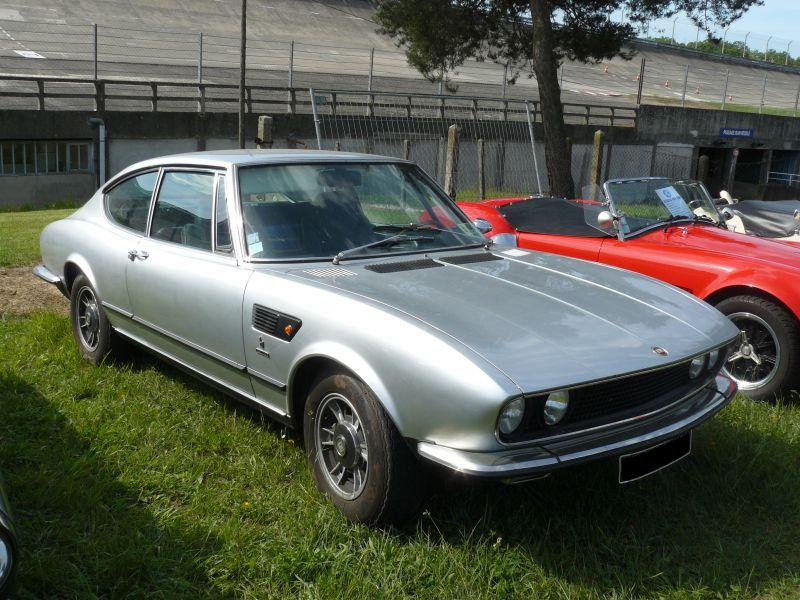
Fiat Dino 2400 GT

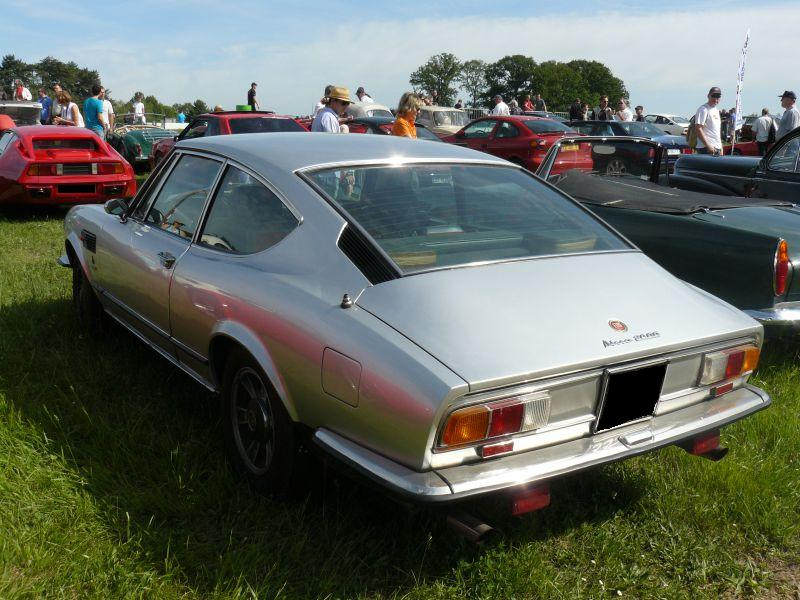
Fiat Dino 2400 GT

En 1969, les deux versions Spider et Coupé sont revues. Le moteur adopte un bloc en fonte avec une culasse en aluminium, passant de 1 987 cm3 à 2 418 cm3 et sa puissance de 160 à 180 ch, tandis que le train arrière reprend celui de la grosse Fiat 130 à roues indépendantes. Ainsi équipée, la Dino peut atteindre  205 km/h dans la version Coupé et 210 km/h pour la Spider. Les interventions esthétiques sont minimes, calandre noire opaque, nouvelles jantes, planche de bord voit la console centrale redessinée et un niveau de finition plus luxueux. La production s'arrête en 1972 sans qu'aucun nouveau modèle ne lui succède.

## La production de la Fiat Dino
7 651 exemplaires de Fiat Dino ont été fabriqués dont 6 068 dans la version Coupé.
Le détail est le suivant :
- Dino Spider 2,0 L : 1 163
- Dino Spider 2,4 L : 420
- Dino Coupé 2,0 L : 3 670
- Dino Coupé 2,4 L : 2 398

La première série de 500 moteurs indispensables pour prétendre à l'homologation fut affectée aux spider dont les numéros de châssis sont référencés AS00001 à AS 000500. Ils se distinguent des suivants par l'absence d'allumage électronique Dinoplex. 

## Les Fiat Dino de nos jours
La cote de ces voitures assurent au Coupé et plus encore au Spider, du fait de sa rareté, des valeurs très élevées. Ce sont des modèles très prisés des collectionneurs qui dépassent souvent 65 000 euros pour le Coupé et deux fois plus pour le Spider.